# 鲍勃·辛普森
鲍勃·辛普森（英語：Bob Simpson，1930年4月20日—2007年11月28日），加拿大男子篮球运动员。他曾代表加拿大获得1952年夏季奥运会男子篮球比赛第十三名。他于2007年在渥太华去世。